# If One Door Closes
If One Door Closes Another One Opens is een muziekalbum van Kees Aerts, beoefenaar van elektronische muziek. Het album bestaat uit een aantal oude opnamen vanaf 1990 tot 2008, waaruit een tweetal composities. De opnamen laten horen wat voor ontwikkeling de elektronische muziekinstrumenten gedurende die periode hebben doorgemaakt. Eventuele opnamegebreken buiten beschouwing gelaten, klinkt de muziek uit het begin of te blikkerig of juist te wollig (laatste track). Ook duidelijk wordt dat Aerts zich in zijn begin heeft laten beïnvloeden door Jean Michel Jarre en tijdgenoten. De muziek zit dan weer vol met sequencers en dan weer niet, meest opvallende track daarbij is Move forward en discover.

## Musici
- Kees Aerts – toetsen
- Ron Boots – toetsen waar aangegeven.

## Composities
Alle van Aerts behalve waar aangegeven:
1. Undelivered Delivery (2004); stond op een cd geleverd bij het blad E-dition nummer 1; originele versie is getiteld Monorail en komt uit 1990;
2. Put me down Scotty; (2003); van de uitverkochte "Tracks Across the Universe" box.
3. Decision Time (2008).
4. Entering the Unknown (1990).
5. Dragonfly (1991).
6. Monkeys (1990).
7. The Sun shines, the World smiles (2006). Met en ook van Ron Boots.
8. Paloma (1990).
9. Sunray (2003). Met en ook van Ron Boots.
10. The Challenge (1990).
11. Move forward and discover (2008).
12. Another Door opens (1991); sluitmuziek van de film Ken je niet uitkijken.

### Move forward and discover
In tegenstelling tot de titel doet vermoeden is dit de retrotrack van het album. Het kent een opzet die gelijk is aan de lange tracks van de vroege Tangerine Dream en / of Klaus Schulze. Dromerige klanken worden wordt verstoord door percussieve klanken, een opbouw die vaker voorkomt binnen de Berlijnse School voor elektronische muziek. Die percussieve klanken monden uit in een meervoudige sequencerserie. Daaroverheen wordt dan een relatief eenvoudige melodie met herhaling gespeeld. Een techniek die in vroeger tijden ook werd toegepast met de basso continuo in de klassieke muziek. De sequencers zijn hier zo gekozen, dat de muziek vooruit lijkt te versnellen, terwijl dat niet zo is. De toepassing van de sequencer is hier zo hevig, dat in recensies soms wordt geschreven dat die meer "Ron Boots" zijn dan Boots zelf ooit geschreven heeft.